# Università di Tilburg
L'Università di Tilburg (in lingua ufficiale Universiteit van Tilburg, abbreviata in TiU), è un'università cattolica olandese che si trova nella città di Tilburg. L'università è specializzata in Scienze Sociali e Legge.
Dal dicembre 2011 la facoltà di teologia dell'università ha pubblicato l'enciclopedia online Lucepedia.